# Тополине
Тополине су насељено место у саставу општине Кошка у Осјечко-барањској жупанији, Република Хрватска.

## Историја
До територијалне реорганизације у Хрватској налазиле су се у саставу старе општине Нашице.

## Становништво
На попису становништва 2011. године, Тополине су имале 146 становника.

## Попис1991.
На попису становништва 1991. године, насељено место Тополине је имало 257 становника, следећег националног састава:
| Попис 1991.‍ | Попис 1991.‍ | Попис 1991.‍ | Попис 1991.‍ | Попис 1991.‍ |
| ----------- | ----------- | ----------- | ----------- | ----------- |
|             |             |             |             |             |
| Хрвати      | Хрвати      |             | 177         | 68,87%      |
| Срби        | Срби        |             | 10          | 3,89%       |
| Муслимани   | Муслимани   |             | 3           | 1,16%       |
| Југословени | Југословени |             | 2           | 0,77%       |
| непознато   | непознато   |             | 65          | 25,29%      |
| укупно: 257 |             |             |             |             |